# 鄺兆雷
鄺兆雷（?—?），籍贯廣東省廣州府新寧縣人，清朝政治人物、同進士出身。

## 簡歷
光緒十八年（1892年），参加光緒壬辰科殿試，登進士三甲169名。同年五月，著交吏部掣签分发各省，以知县即用。